# Historic England
Historic England (officiellement Historic Buildings and Monuments Commission for England) est un non-departmental public body (établissement public) du gouvernement du Royaume-Uni, financé par le département du Numérique, de la Culture, des Médias et du Sport. Il est chargé de protéger l'environnement historique de l'Angleterre en préservant et en répertoriant les bâtiments historiques, en répertoriant les monuments anciens, en enregistrant les parcs et jardins historiques et en conseillant les gouvernements central et locaux. 
L'organisme a été officiellement créé par la loi de 1983 sur le patrimoine national (National Heritage Act (en)) et a fonctionné d'avril 1984 à avril 2015 sous le nom d'English Heritage. En 2015, à la suite des changements apportés à la structure d'English Heritage, qui ont transféré la protection de la collection du patrimoine national au troisième secteur (l'English Heritage Trust), l'organisme restant a été rebaptisé Historic England.
L'organisme a également hérité des Archives historiques de l'Angleterre de l'ancien English Heritage, et de projets liés aux archives tels que Britain from Above, dans le cadre duquel les archives ont collaboré avec la Royal Commission on the Ancient and Historical Monuments of Wales (en) et Royal Commission on the Ancient and Historical Monuments of Scotland pour numériser, cataloguer et mettre en ligne 96 000 des plus anciens Aerofilms (en). Les archives abritent également diverses collections nationales, y compris les résultats de projets plus anciens, tels que la Commission royale sur les monuments historiques d'Angleterre et Images of England (en) (qui fournit un accès en ligne aux images des bâtiments classés au Royaume-Uni à partir de 2002).